# Brunhuvad kostare
Brunhuvad kostare (Molothrus ater) är en nordamerikansk fågel i familjen trupialer som är en av få tättingar som är boparasiter.

## Kännetecken

### Utseende
Brunhuvad kostare har en mer finkliknande näbb och är med en kroppslängd på 16-22 centimeter något mindre i storlek än de flesta andra trupialer. Hanen är glänsande svart med ett brunt huvud medan den något mindre honan är grå med blek strupe och fint streckad undersida.

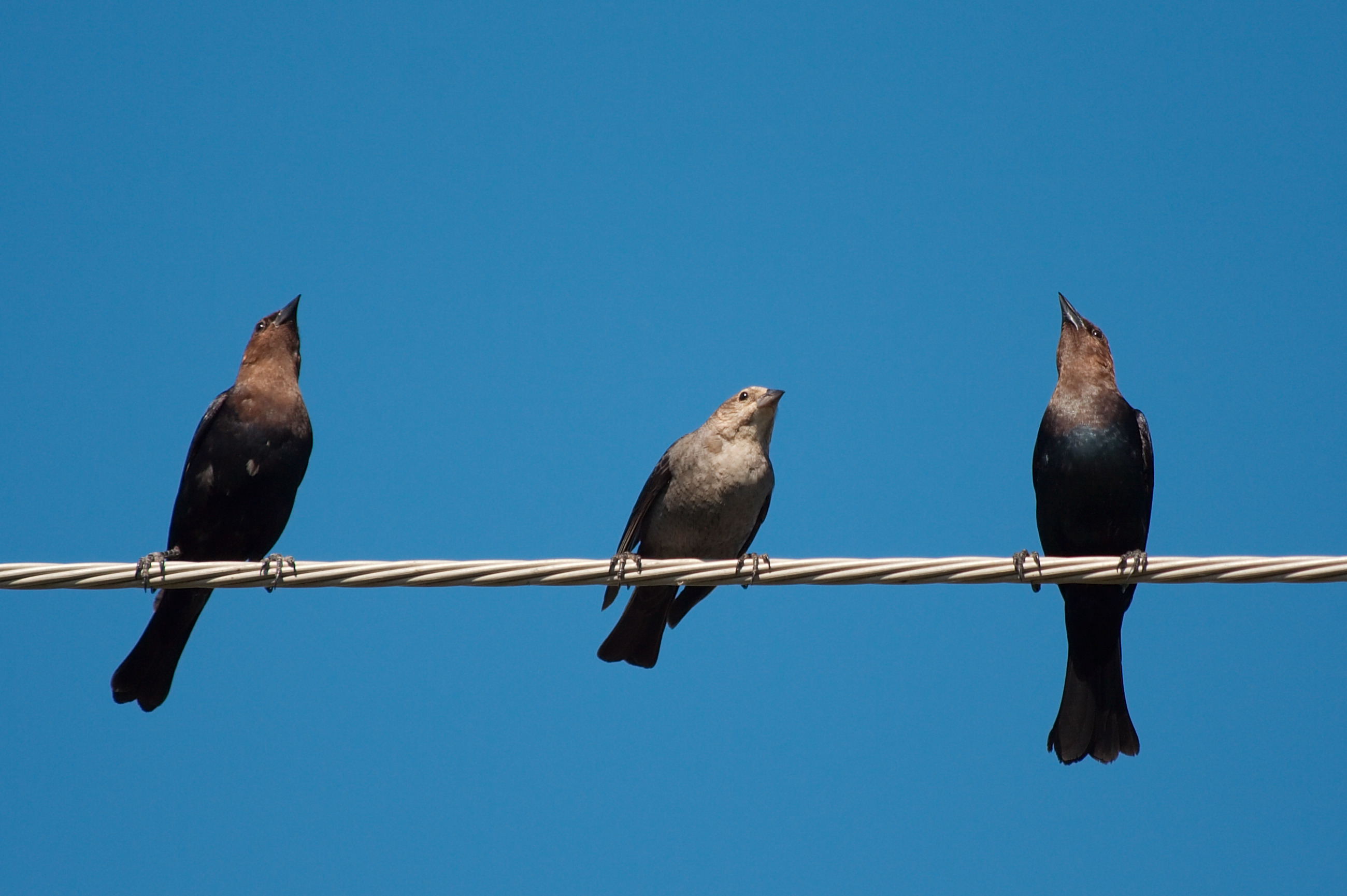
Två hanar och en hona brunhuvad kostare.

### Läten
Hane brunhuvad kostare sjunger en bubblande serie med låga gurglande toner följt av tunna glidande visslingar, drygt en sekund lång. Både hona och hane yttrar vidare olika typer av visslande, klickande och tjattrande läten.

## Utbredning och systematik
Brunhuvad kostare delas in i fyra underarter med följande utbredning:
- Molothrus ater artemisiae – södra kusten i Alaska till sydvästra USA, flyttar till Baja California och södra Mexiko
- Molothrus ater obscurus – sydvästra USA till Guerrero och norra Tamaulipas i Mexiko, flyttar till södra Baja och Oaxaca
- Molothrus ater ater – centrala och östra centrala USA, flyttar till golfkusten, Florida och södra Mexico
- Molothrus ater californicus – södra Kalifornien till norra Baja och Coronadosöarna (utanför nordvästra Baja)

Underarten californicus inkluderas ofta i obscurus.
Fågeln är en mycket sällsynt gäst i Europa med fynd från framför allt Storbritannien, men också Norge, Frankrike och Tyskland.

## Levnadssätt
Arten trivs i öppet eller halvöppet landskap, i gräsmarker med låga och spridda träd likväl som skogsbryn, buskage, prärier, betesmarker, fruktträdgårdar och i bostadsområden. Den ses ofta i flockar, ibland med rödvingetrupialer (framför allt under våren) eller bobolink (hösten), men även mindre båtstjärtar och starar. Fåglarna födosöker på marken, mestadels efter frön från gräs och ogräs, ibland även säd. Insekter som gräshoppor och skalbaggar utgör ungefär en fjärdedel av dess föda. Den följer ofta betande djur (därav namnet) på jakt efter insekter som dessa skrämmer upp.

### Häckning
Den brunhuvade kostaren är känd för sin boparasitism. Den har konstaterats lägga ägg i så många som 220 olika fågelarters bon, främst tättingar men även kolibrier och rovfåglar, medan 140 arter ha dokumenterats föda upp unga kostarar på dera egna ungars bekostnad. Honor av brunhuvad kostare kan lägga upp till så många som 36 ägg under en häckningssäsong. Olikt göken anpassas inte äggens utseende efter det hos värdartens ägg. 

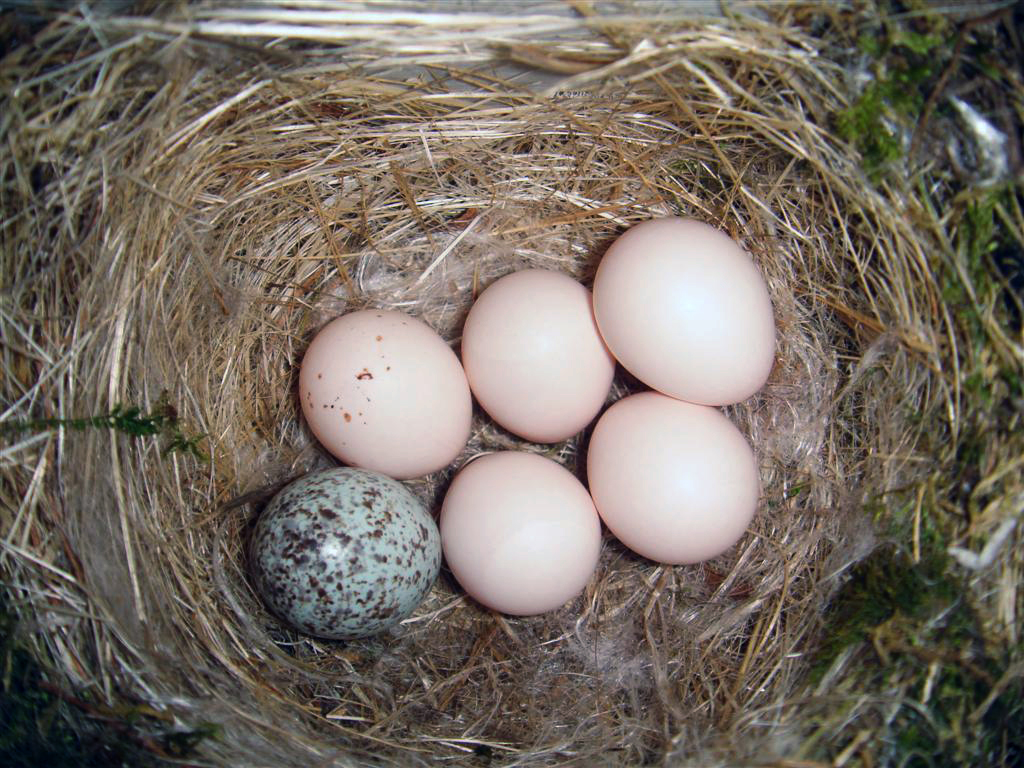
Ett östfibibo med ett ägg från en brunhuvad kostare.

Brunhuvad kostare är dock inte alltid så framgångsrik som det kan låta. Exempelvis husfinken matar sina ungar med vegetabilisk föda som inte passar kostareungar, varvid nästan inga överlever. 
Vissa värdarter känner igen ett kostare ägg, varpå exempelvis svartbrynad myggsnappare överger boet, gul skogssångare gömmer ägget under bomaterial så att det dör. och rödbrun härmtrast stöter ut ägget från boet. Experiment visar att grå kattfågel avvisar fler än 95% av alla kostareägg.

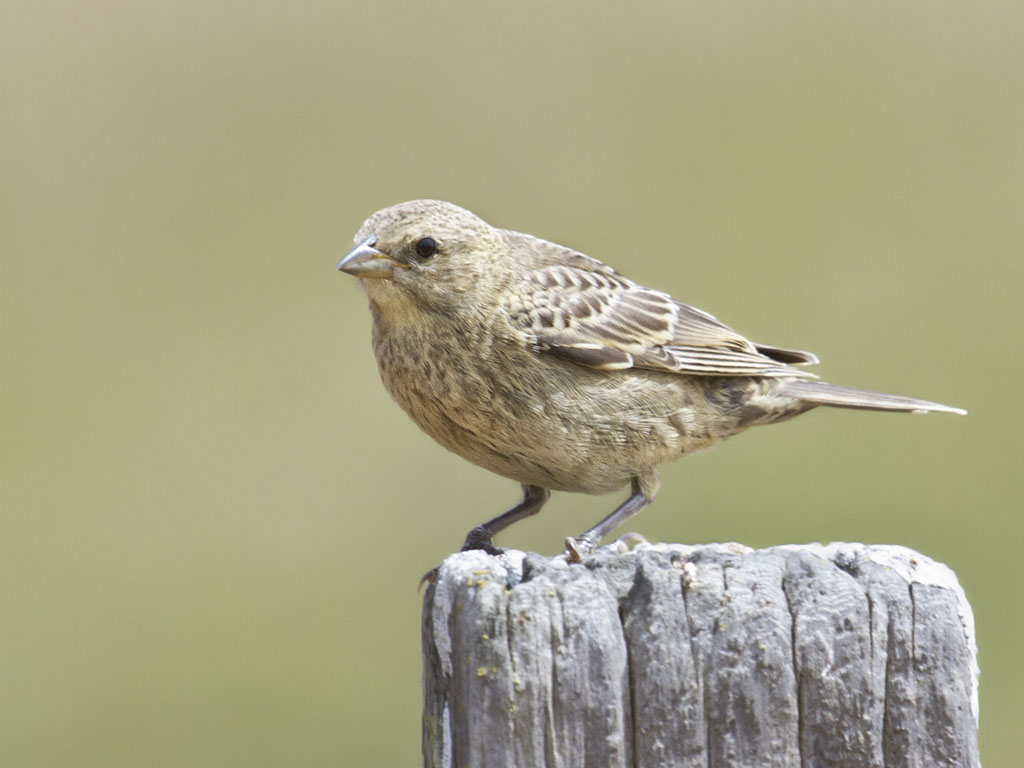
Ungfågel i Kalifornien.

Även värdartens ungar kan anpassa sitt beteende så att de förlorar lika mycket på att det finns en konkurrerande kostareunge i boet. Hos sångsparven ändrar de sina läten både i frekvens och tonhöjd så att de liknar kostareungens, vilket gör att de får lika mycket uppmärksamhet av föräldrarna och därför får mat lika ofta.

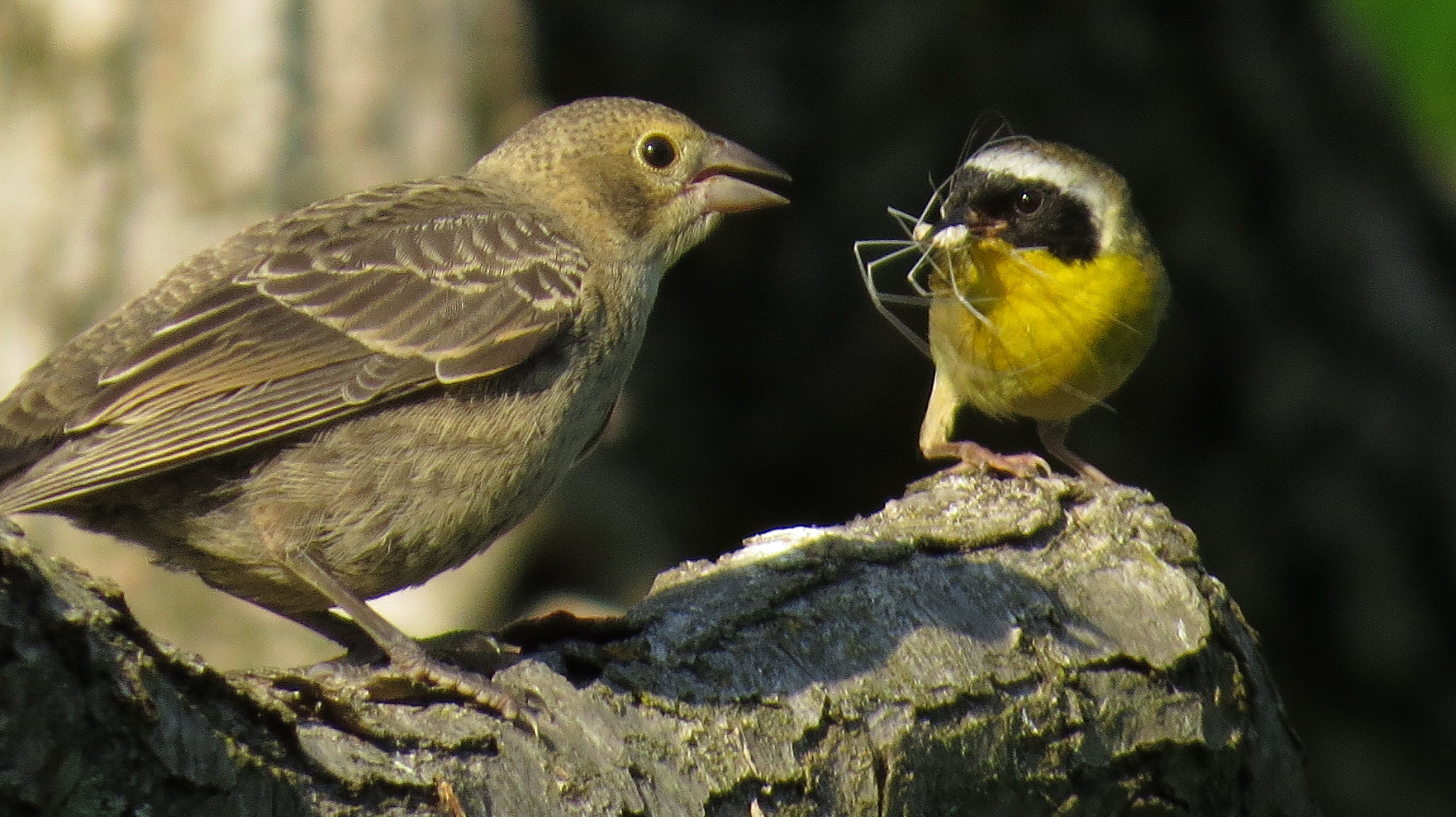
Brunhuvad kostareunge som matas av en gulhake.

Kostaren kan svara på värdparets försvarsmekanismer. Efter äggläggning återvänder de till boet för att kontrollera ägget. Om ägget har avlägsnats hämnas kostaren på ett sätt titulerat "maffiabeteende". Enligt en studie publicerad 1983 vid Florida Museum of Natural History återvänder kostaren för att helt rensa boet på ägg vid 56% av tillfällena eller förstör boet för att tvinga värdparet att bygga ett nytt, varpå kostaren till 85% lägger nya ägg i det nya boet.

## Status och hot
Brunhuvade kostaren är en mycket talrik fågel med en världspopulation på 120 miljoner häckande individer. Ursprungligen bebodde den prärier i centrala Nordamerika där den följde flockar med bisonoxar, men både spred sig och ökade kraftigt i antal när européerna anlände med boskap och högg ner skogen. På senare tid har den dock minskat något, mellan 1966 och 2015 med 31%, dock inte tillräckligt kraftigt för att den ska betraktas som hotad. Internationella naturvårdsunionen IUCN kategoriserar den därför som livskraftig (LC). Brunhuvade kostarens boparasitiska beteenden kan utgöra en risk för fåglar med små populationer, som banksianaskogssångare och svarthuvad vireo.